# هنري إيفرت ماكنيل
هنري إيفرت ماكنيل (بالإنجليزية: Henry Everett McNeil)‏ (25 سبتمبر 1862، ستوتون في الولايات المتحدة - 14 ديسمبر 1929)؛ روائي أمريكي. درس في كلية ميلتون.

## وصلات خارجية
- هنري إيفرت ماكنيل على موقع IMDb (الإنجليزية)